# سيارة سياحية

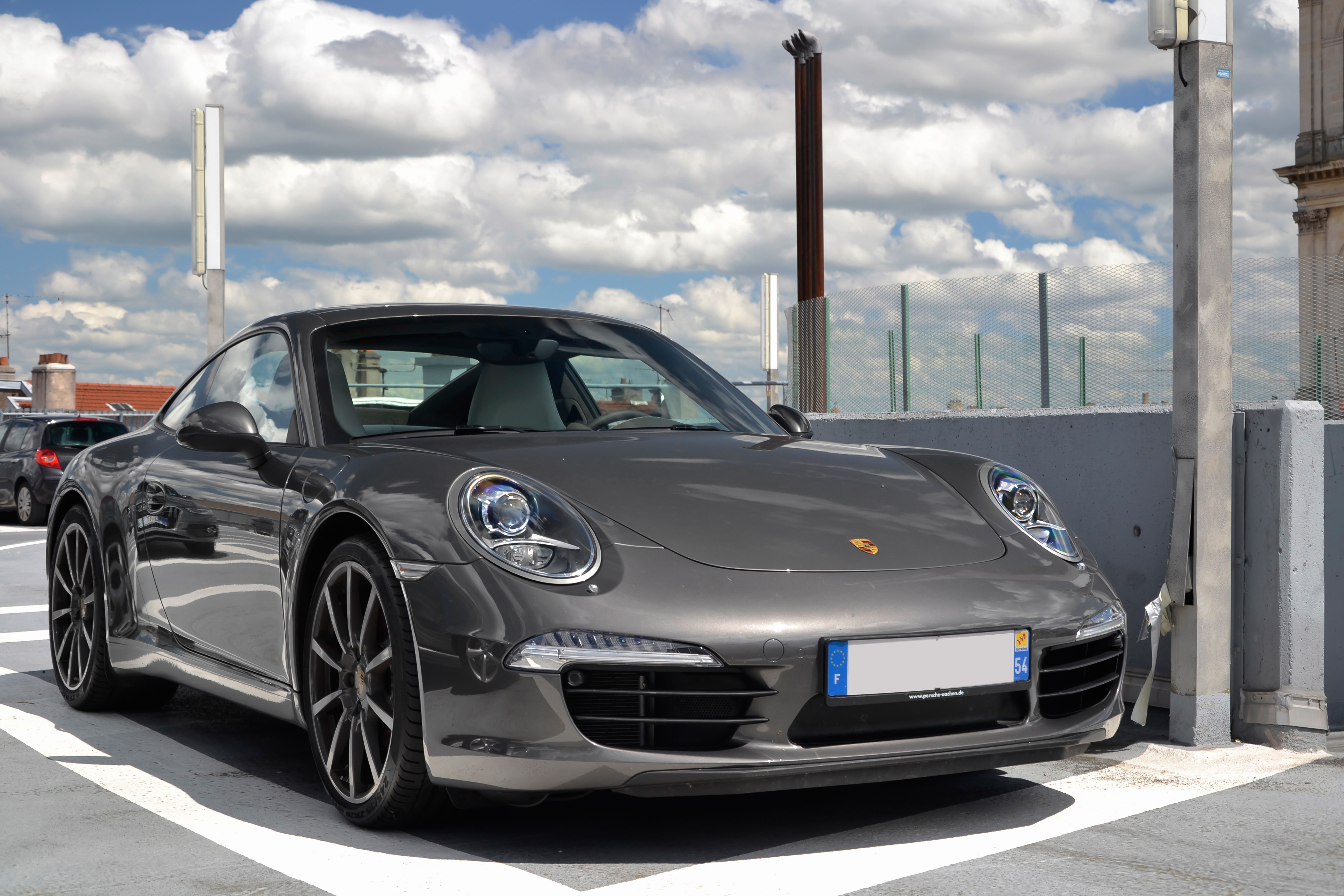
سيارة بورش 911 أحد أنواع السيارات السياحية

سيارة سياحية (بالإنجليزية: Grand tourer)‏ (بالإيطالية: gran turismo)‏ ، هي السيارة السياحية التي تتميز بالسرعة والمرونة، والتي غالباً مايكون السيارات الرياضية.